# Team Wallraff – Reporter undercover

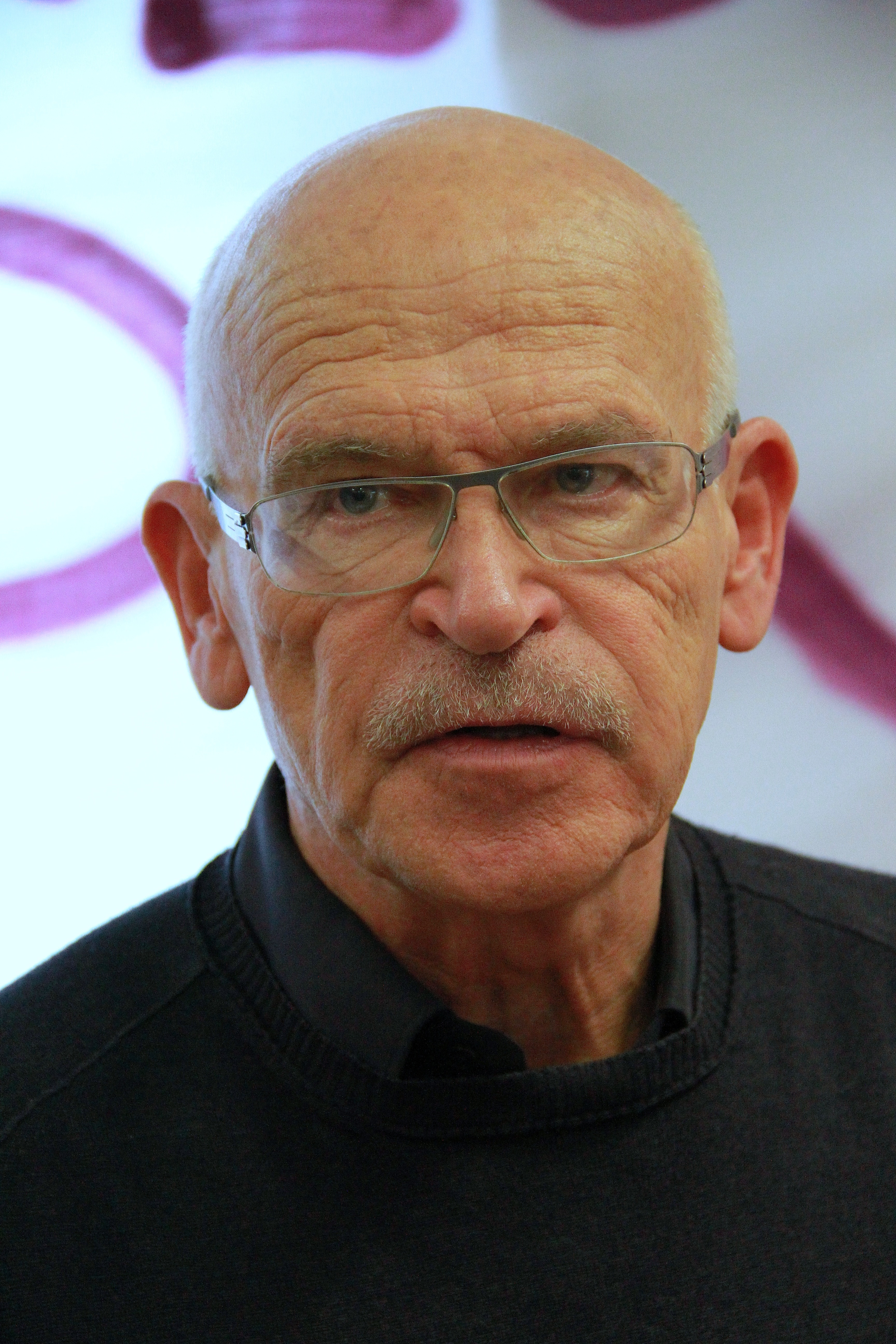
Günter Wallraff (2013)

Team Wallraff – Reporter undercover ist eine deutsche Fernsehsendung um den Enthüllungsjournalisten Günter Wallraff, die von RTL News GmbH produziert und bei RTL ausgestrahlt wird. Sie kann dem investigativen Journalismus zugerechnet werden.

## Format
Wie von dem titelgebenden Enthüllungsjournalisten Günter Wallraff in den vergangenen Jahrzehnten bereits häufig praktiziert, arbeiten Undercover-Reporter für die Sendung als Mitarbeiter in Wirtschaftsbetrieben und filmen ihre Erfahrungen mit versteckter Kamera. Außerdem werden in der Sendung Beurteilungen von Experten zu den gezeigten Zuständen und Interviews mit Mitarbeitern der Unternehmen eingespielt.

## Sendungen
Eine erste Sendung unter diesem Titel wurde am 17. Juni 2013 gezeigt und erzielte in der Gruppe der 14- bis 49-jährigen Zuschauer Marktanteile von über 20 %. Ein Jahr zuvor, am 30. Mai 2012, war bei RTL eine Sendung unter dem Titel Günter Wallraff deckt auf! Der neueste Fall des Undercover-Spezialisten gelaufen, die ihm eine Nominierung für den Deutschen Fernsehpreis 2012 in der Kategorie Reportage einbrachte.
Eine Neuauflage von Team Wallraff in Form einer Staffel mit zunächst drei Folgen wurde ab dem 28. April 2014 ausgestrahlt. Der 71-jährige Wallraff steht dabei jungen Reportern als Berater zur Seite und interviewt von schlechten Arbeitsbedingungen betroffene Mitarbeiter der besuchten Unternehmen, schlüpft aber gelegentlich auch noch selbst in Undercover-Rollen.
Es wurden schlechte Arbeitsbedingungen von Zimmermädchen in Luxushotels und für Personal und Bewohner gleichermaßen schlechte Bedingungen in Altenpflegeheimen in Reportagen gezeigt. Weitere besuchte Unternehmen waren unter anderem der Versandhändler Zalando und die Schnellrestaurantkette Burger King. Im Zuge der Aufdeckung von prekären Arbeitsbedingungen und Hygienemissständen bei Burger King wurden zwei Filialen der Fast-Food-Kette vorübergehend geschlossen.  Als Reaktion auf die Team-Wallraff-Enthüllungen hat Burger King in einer Stellungnahme angekündigt, den negativ aufgefallenen Franchisenehmer Ergün Yildiz stärker in die Pflicht nehmen zu wollen. Am 21. November 2014 wurde von Burger King der Yi-Ko Holding die weitere Nutzung des Markennamens mittels einstweiliger Verfügung verboten. Zu diesem Zeitpunkt betrieb Yi-Ko 89 Burger-King-Filialen mit rund 3000 Beschäftigten. Im Dezember 2014 stellte der Burger-King-Franchisenehmer Yi-Ko beim Amtsgericht Stade einen Insolvenzantrag.
Zur jeweiligen Folge wird auf RTL+ eine Podcast-Folge veröffentlicht.

### Nr. 4
Am 16. März 2015 wurde eine neue Ausgabe der Sendung ausgestrahlt. In dieser Sendung zeigte Wallraff Zustände in verschiedenen deutschen Jobcentern, unter anderem chronischen Personalmangel, der verzögerte und unzureichende Antrags- und Leistungsbearbeitung zur Folge hatte sowie sinnlose Maßnahmen, die eigentlich der Integration in den Arbeitsmarkt dienen sollten, wie z. B. das Spazierenführen von Lamas.

### Nr. 7
In der am 11. Januar 2016 gezeigten Sendung „Profit statt Gesundheit“ wurde über den Personalmangel und Missstände bei der Hygiene in mehreren Kliniken, darunter die Helios Kliniken und das Klinikum Harlaching in München, berichtet. Die Verantwortlichen räumten teils Nachholbedarf ein, das Klinikum Harlaching kritisierte allerdings die getroffenen Aussagen der Sendung als zu pauschalisiert. Im Anschluss an die Sendung erstatteten die Helios Kliniken beim Landgericht Hamburg Anzeige gegen RTL und das Produktionsunternehmen infoNetwork. Der Anzeige wurde stattgegeben und RTL untersagt, das aufgezeichnete Filmmaterial erneut zu veröffentlichen oder zu verbreiten.

### Nr. 14
Im Vorfeld der Ausstrahlung der Folge „Hinter geschlossenen Türen – Undercover in Psychiatrien und Jugendhilfen“ vom 18. März 2019 erhielt der Sender über 25 juristische Androhungen. Die Reporter waren unter anderen in Frankfurt (Klinikum Frankfurt Höchst), Stuttgart (Furtbach-Krankenhaus), Berlin (Vivantes Klinikum Spandau) und in der Eifel (Jugendhilfeeinrichtung in Wanderath von Case Project). Einen positiven Eindruck hinterließ das St. Marien-Hospital Eickel in Herne.

### Nr. 15
Die Folge wurde am 7. Oktober 2019 mit dem Titel Billig-Flieger – Wer zahlt am Ende drauf? Undercover bei Ryanair und Eurowings gesendet.

### Nr. 16
Folge 16 wurde am 19. Oktober 2020 unter dem Titel Das Deutsche Rote Kreuz – aus Liebe zum Menschen? gesendet. Für diese Folge hatte das Team eineinhalb Jahre lang beim Deutschen Roten Kreuz recherchiert, nach Wallraffs Darstellung bei der größten und mächtigsten Organisation, in der das Team bisher aktiv war. Betont wurde besonders die intensive Vernetzung des Roten Kreuzes mit der Politik, seine sehr gewinnträchtigen Geschäfte sowie Mängel in der Versorgung von Patienten und Betreuten.
Im Einzelnen wurden der Einsatz unqualifizierten Personals bei Hausnotruf-Diensten, Fehlverhalten beim Rettungsdienst, Bereicherungen in der Kleiderkammer, Druckausübung bei der Auftragsvergabe für das Oktoberfest, Missachtung des Triage-Systems in Krankenhaus-Notaufnahmen sowie die sehr gewinnträchtigen Geschäfte mit Blutspenden kritisiert.
Zudem wurden die Art und Weise, wie Spendengelder durch aufdringliche Fremdfirmen angeworben werden, kritisiert und eine Intransparenz bei der Höhe der Gehälter von Führungskräften angeprangert.

## Episoden
| Nr.                                 | Name                                                                                         | Thema | Ausstrahlung       | Zuschauer (Mio.) | Zuschauer (Mio.) | Marktanteil (%) | Marktanteil (%) |
| Nr.                                 | Name                                                                                         | Thema | Ausstrahlung       | Gesamt           | 14 bis 49 Jahre  | Gesamt          | 14 bis 49 Jahre |
| ----------------------------------- | -------------------------------------------------------------------------------------------- | --- | ------------------ | ---------------- | ---------------- | --------------- | --------------- |
| Pilotfolge 1                        | Pilotfolge 1                                                                                 | GLS | 30. Mai 2012       | 2,95             |                  | 10,4            | 14,6            |
| Pilotfolge 2                        | Pilotfolge 2                                                                                 | Gebäudereinigungsunternehmen, u. a. GRG Services | 17. Juni 2013      | 3,66             |                  | 13,9            | 20,1            |
| 01                                  | Gewinn ist King                                                                              | Burger King / Yi-Ko Holding | 28. April 2014     | 3,79             | 1,94             | 12,1            | 15,8            |
| 02                                  | Das Pflegedilemma – Am Ende ohne Würde                                                       | Marseille-Kliniken | 5. Mai 2014        | 4,40             |                  | 16,3            | 20,5            |
| 03                                  | Sicherheitsrisiko Security                                                                   | Security-Firmen, u. a. BDSW | 12. Mai 2014       | 3,81             | 1,90             | 12,7            | 16,0            |
| Reporter prüfen nach (1)            | Reporter prüfen nach (1)                                                                     | Burger King / Yi-Ko Holding | 24. November 2014  |                  |                  |                 |                 |
| 04                                  | Inside Jobcenter – Der Mensch bleibt auf der Strecke                                         | Jobcenter | 16. März 2015      | 3,40             |                  | 14,4            |                 |
| 05                                  | Undercover in Großküchen                                                                     | Großküchen: vitesca menü Reimann, diversa Integrationsunternehmen | 8. Juni 2015       | 3,64             | 1,56             | 13,6            | 15,7            |
| 06                                  | Freizeitparks – Da hört der Spaß auf                                                         | Freizeitparks: Phantasialand, Zoo Safaripark Stukenbrock, Tierpark Bad Pyrmont, Holiday Park | 31. August 2015    | 3,01             | 1,70             | 11,4            | 18,2            |
| 07                                  | Profit statt Gesundheit – Wenn Krankenhäuser für Patienten gefährlich werden                 | Krankenhäuser, u. a. Helios Kliniken, Klinikum Harlaching | 11. Januar 2016    | 3,98             | 1,87             | 13,3            | 17,3            |
| 08                                  | Mieses Essen, hohe Preise – Wie Autofahrer an Raststätten abgespeist werden                  | Tank & Rast | 29. August 2016    | 3,41             | 1,81             | 12,5            | 18,0            |
| 09                                  | Billigtrend Fernbusse – Wenn die Sicherheit auf der Strecke bleibt                           | Fernbusunternehmen, u. a. Flixbus | 9. Januar 2017 a   | 3,04             | 1,24             | 14,1            | 16,1            |
| 10                                  | In Einrichtungen für Menschen mit Behinderung – was passiert, wenn keiner hinsieht           | Behindertenheime, Behindertenwerkstätte, u. a. der Lebenshilfe e. V. | 20. Februar 2017   | 3,51             | 1,65             | 11,5            | 15,5            |
| Reporter prüfen nach (2)            | Reporter prüfen nach (2)                                                                     | GLS | 28. August 2017    |                  |                  |                 |                 |
| 11                                  | Miese Arbeitsbedingungen – 'Ganz unten' in der Arbeitswelt                                   | „Knochenjobs“, u. a. bei 3B Dienstleistungen | 9. Oktober 2017    | 2,66             | 1,79             | 11,7            | 12,3            |
| 12                                  | Pauschalurlaub – Ärger inklusive                                                             | u. a. bei Center Parcs | 14. Mai 2018       | 2,60             | 1,23             | 09,2            | 13,8            |
| 13                                  | Undercover in der Immobilienbranche                                                          | Vonovia, Deutsche Wohnen, B&O, Haus von Beck | 1. Oktober 2018    | 2,47             | 1,35             | 08,5            | 14,7            |
| 14                                  | Hinter geschlossenen Türen – Undercover in Psychiatrien und Jugendhilfen                     | Zustände in den Psychiatrien und therapeutischen Wohngruppen in der Jugendhilfe | 18. März 2019      | 2,74             | 1,55             | 09,1            | 16,9            |
| 15                                  | Billig-Flieger – Wer zahlt am Ende drauf?                                                    | Undercover-Reporter untersuchen das Geschäftsmodell der sogenannten Billig-Airlines bei Ryanair und Eurowings.                                                                                   | 7. Oktober 2019    | 2,36             | 1,15             | 08,2            | 13,5            |
| 16                                  | Das Deutsche Rote Kreuz – aus Liebe zum Menschen?                                            | Reporter blicken hinter die Kulissen des DRK | 19. Oktober 2020   | 2,06             | 0,89             | 06,9            | 10,8            |
| 17                                  | Undercover bei Amazon – Wie der Weltkonzern seine Mitarbeiterinnen und Mitarbeiter ausbeutet | Wie der Weltkonzern seine Mitarbeiterinnen und Mitarbeiter ausbeutet. | 9. September 2021  | 2,47             | 1,07             | 09,8            | 16,5            |
| 18                                  | Abgeschoben und vergessen: Das würdelose Geschäft mit alten Menschen in unseren Pflegeheimen | Schlechte Zustände in Pflegeeinrichtungen | 10. Februar 2022   | 1,77             | 0,79             | 06,0            | 10,8            |
| Jetzt erst recht!                   | Jetzt erst recht!                                                                            | Missstände in Alten- und Pflegeheimen der Alloheim-Kette | 23. Juni 2022      | 1,62             | 0,61             | 07,7            | 13,4            |
| 19                                  | Burger King – Ekel, Ausbeutung und neue Skandale                                             | Manipulation von Haltbarkeitsdaten, gesundheitsgefährdende Zustände in der Küche, fehlerhafte Zubereitung veganer Produkte                                                                       | 29. September 2022 | 1,96             | 0,87             | 07,8            | 15,5            |
| 20                                  | Das kranke System – Undercover in Deutschlands Krankenhäusern                                | Undercover-Reporter decken auf, wie sich finanzieller und personeller Druck auf Kliniken von Asklepios und St. Vincenz in Limburg auswirken                                                      | 27. April 2023     | 1,58             | 0,67             | 06,0            | 11,0            |
| Jetzt erst recht!                   | Jetzt erst recht!                                                                            | Missstände bei Burger King | 29. Juni 2023      | 1,84             | 0,73             | 08,1            | 15,8            |
| 21                                  | Undercover in Kitas – Was passiert mit unseren Kindern?                                      | Das "Team Wallraff" ging Hinweise bezüglich Missständen bei der Kinderbetreuung nach und hat in insgesamt drei Kindertagesstätten erlebt, wie fehlerbehaftet das deutsche Kita-System sein kann. | 28. September 2023 | 1,36             | 0,66             | 05,7            | 13,6            |
| Team Wallraff – 10 Jahre undercover | Team Wallraff – 10 Jahre undercover                                                          | Missstände in Pflegeheim | 2. November 2023   | 1,25             | 0,50             | 05,0            | 10,2            |

## Auszeichnungen
- Deutscher Fernsehpreis 2014 als Beste Reportage[40]

## Kritik
Nach Ausstrahlung der Folge 16 (Das Deutsche Rote Kreuz – aus Liebe zum Menschen?) wurde die Berichterstattung insbesondere in den sozialen Medien von zahlreichen Nutzern als einseitig, undifferenziert und teilweise unwahr kritisiert. Auch der DRK-Bundesverband veröffentlichte als Reaktion auf den RTL-Beitrag eine Stellungnahme, in dem er die Sendung als „unseriösen und einseitigen Beitrag“ bezeichnet.